# Dahuangwei (sockenhuvudort i Kina, Shanxi Sheng, lat 39,53, long 113,07)
Dahuangwei är en sockenhuvudort i Kina. Den ligger i provinsen Shanxi, i den norra delen av landet, omkring 190 kilometer norr om provinshuvudstaden Taiyuan. Antalet invånare är 13 908. Befolkningen består av 6 850 kvinnor och 7 058 män. Barn under 15 år utgör 15,0 %, vuxna 15-64 år 75 %, och äldre över 65 år 9,0 %.
Runt Dahuangwei är det ganska tätbefolkat, med 172 invånare per kvadratkilometer. Närmaste större samhälle är Nanhezhong, 16,7 km öster om Dahuangwei. Trakten runt Dahuangwei består till största delen av jordbruksmark.
Genomsnittlig årsnederbörd är 701 millimeter. Den regnigaste månaden är juli, med i genomsnitt 185 mm nederbörd, och den torraste är januari, med 4 mm nederbörd.